# Вера, Херардо
Хера́рдо Ве́ра (исп. Gerardo Vera; 10 марта 1947, Мирафлорес-де-ла-Сьерра — 20 сентября 2020) — испанский актёр и режиссёр театра и кино, сценограф, дизайнер и художник по костюмам. Лауреат премии «Гойя».

## Биография
Изучал английскую филологию и литературу в Университете Комплутенсе и театральное искусство в Эксетерском университете. Руководил Национальным драматическим центром.

## Фильмография

### Режиссёр
- 1991 — Женщина под дождём / Una mujer bajo la lluvia
- 1996 — Селестина / La Celestina
- 2000 — Вторая кожа / Segunda piel
- 2002 — Желание / Deseo